# Qingjian

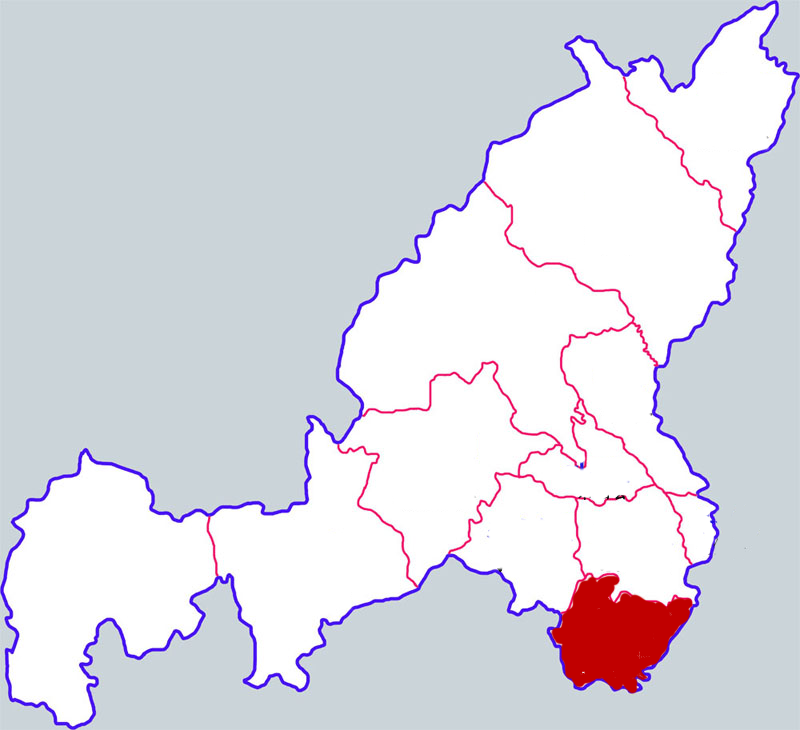
Lage des Kreises Qingjian auf dem Gebiet der bezirksfreien Stadt Yulin

Der Kreis Qingjian (chinesisch 清涧县, Pinyin Qīngjiàn Xiàn) ist ein chinesischer Kreis, der zum Verwaltungsgebiet der bezirksfreien Stadt Yulin (榆林) im Norden der Provinz Shaanxi gehört. Qianjin hat eine Fläche von 1.850 km² und zählt 115.645 Einwohner (Stand: Zensus 2020). Sein Hauptort ist die Großgemeinde Kuanzhou (宽洲镇).
In Qingjian befindet sich die Stätte der Stadt Lijiaya, die seit 2006 auf der Liste der Denkmäler der Volksrepublik China steht.